# Royal Standard de Liège 2025-2026
Questa voce raccoglie le informazioni riguardanti il Royal Standard de Liège nelle competizioni ufficiali della stagione 2025-2026.

## Maglie e sponsor
Lo sponsor tecnico per la stagione 2025-2026 è Macron, dopo la conclusione di un nuovo accordo di partnership tecnica di 5 anni. Il main sponsor sulla maglia è Circus Daily.
| Casa | Trasferta | 3ª divisa |

## Rosa
Dati aggiornati al 7 agosto 2025.
| N. |                        | Ruolo | Calciatore       |
| -- | ---------------------- | ----- | ---------------- |
| 1  | Belgio (bandiera)      | P     | Matthieu Epolo   |
| 4  | Croazia (bandiera)     | D     | Boško Šutalo     |
| 5  | Belgio (bandiera)      | D     | Boli Bolingoli   |
| 6  | Ruanda (bandiera)      | C     | Hakim Sahabo     |
| 7  | Germania (bandiera)    | C     | Tobias Mohr      |
| 8  | Cile (bandiera)        | C     | Nayel Mehssatou  |
| 9  | Francia (bandiera)     | A     | Thomas Henry     |
| 10 | Germania (bandiera)    | A     | Dennis Eckert    |
| 11 | Belgio (bandiera)      | A     | Adnane Abid      |
| 13 | Stati Uniti (bandiera) | D     | Marlon Fossey () |
| 14 | Belgio (bandiera)      | C     | Léandre Kuavita  |
| 17 | Comore (bandiera)      | A     | Rafiki Saïd      |
| 18 | Inghilterra (bandiera) | D     | Henry Lawrence   |
| 19 | Mali (bandiera)        | A     | Moussa Djenepo   |
| 20 | Francia (bandiera)     | D     | Ibrahim Karamoko |

| N. |                       | Ruolo | Calciatore          |
| -- | --------------------- | ----- | ------------------- |
| 21 | Belgio (bandiera)     | P     | Lucas Pirard        |
| 22 | Belgio (bandiera)     | D     | Alexandro Calut     |
| 23 | Madagascar (bandiera) | C     | Marco Ilaimaharitra |
| 24 | Togo (bandiera)       | D     | Josué Homawoo       |
| 25 | Belgio (bandiera)     | D     | Ibe Hautekiet       |
| 27 | Marocco (bandiera)    | C     | Mohamed El Hankouri |
| 29 | Belgio (bandiera)     | D     | Daan Dierckx        |
| 37 | Belgio (bandiera)     | D     | Daryl Leunga Leunga |
| 44 | Scozia (bandiera)     | D     | David Bates         |
| 45 | Francia (bandiera)    | P     | Matteo Godfroid     |
| 59 | Francia (bandiera)    | A     | Timothé Nkada       |
| 94 | Danimarca (bandiera)  | C     | Casper Nielsen      |
| 95 | Francia (bandiera)    | A     | Grejohn Kyei        |
| -- | Belgio (bandiera)     | A     | René Mitongo        |

## Trasferimenti
Dati aggiornati al 9 luglio 2025.

### Sessione estiva
| Acquisti         | Acquisti            | Acquisti             | Acquisti                                         |
| R.               | Nome                | da                   | Modalità                                         |
| ---------------- | ------------------- | -------------------- | ------------------------------------------------ |
| A                | Rafiki Saïd         | Troyes               | definitivo (2.5 milioni €)                       |
| A                | Timothé Nkada       | Rodez                | definitivo (1.8 milioni €)                       |
| A                | Adnane Abid         | Patro Eisden         | definitivo (1.3 milioni €)                       |
| C                | Dennis Eckert       | Union Saint-Gilloise | definitivo (riscatto cartellino - 1 milione €)   |
| C                | Casper Nielsen      | Club Bruges          | definitivo (700 mila €)                          |
| C                | Nayel Mehssatou     |                      | definitivo (svincolato)                          |
| C                | Mohamed El Hankouri |                      | definitiva (svincolato)                          |
| A                | Thomas Henry        |                      | definitivo (svincolato)                          |
| D                | Josué Homawoo       |                      | definitivo (svincolato)                          |
| C                | Marco Ilaimaharitra |                      | definitivo (svincolato)                          |
| C                | Tobias Mohr         |                      | definitivo (svincolato)                          |
| P                | Lucas Pirard        |                      | definitivo (svincolato)                          |
| A                | Moussa Djenepo      |                      | rientro prestito                                 |
| C                | Hakim Sahabo        |                      | rientro prestito                                 |
| A                | Grejohn Kyei        |                      | rientro prestito                                 |
| Altre operazioni |                     |                      |                                                  |
| R.               | Nome                | da                   | Modalità                                         |
| C                | Ilay Camara         | Daring Bruxelles     | definitivo (riscatto cartellino - 1.8 milioni €) |
| A                | René Mitongo        |                      | aggregato dalle giovanili                        |
| D                | Daryl Leunga Leunga |                      | aggregato dalle giovanili                        |

| Cessioni         | Cessioni                | Cessioni             | Cessioni                   |
| R.               | Nome                    | a                    | Modalità                   |
| ---------------- | ----------------------- | -------------------- | -------------------------- |
| C                | Ilay Camara             | Anderlecht           | definitiva (4.5 milioni €) |
| D                | Nathan Ngoy             | Lilla                | definitiva (4.5 milioni €) |
| D                | Lucas Noubi             |                      | definitiva (svincolato)    |
| A                | Brahim Ghalidi          |                      | definitiva (svincolato)    |
| A                | Soufiane Benjdida       |                      | svincolato                 |
| P                | Laurent Henkinet        |                      | ritiro                     |
| A                | Andi Zeqiri             | Genk                 | fine prestito              |
| C                | Lazare Amani            | Union Saint-Gilloise | fine prestito              |
| C                | Sotiris Alexandropoulos | Sporting Lisbona     | fine prestito              |
| A                | Andréas Hountondji      | Burnley              | fine prestito              |
| C                | Marko Bulat             | Dinamo Zagabria      | fine prestito              |
| D                | Attila Szalai           | Hoffenheim           | fine prestito              |
| Altre operazioni |                         |                      |                            |
| R.               | Nome                    | a                    | Modalità                   |
| P                | Tom Poitoux             |                      | prestito                   |
| C                | Ilay Camara             | Daring Bruxelles     | fine prestito              |
| C                | Dennis Eckert           | Union Saint-Gilloise | fine prestito              |

## Risultati
Dati aggiornati al 17 agosto 2025.

### Pro League
Il calendario della Pro League 2025-26 è stato reso noto il 20 giugno 2025, con lo Standard Liegi che alla 1ª giornata ha affrontato il La Louvière.

#### Phase classique
| Arbitro: | Lawrence Visser |

|  |           |                                         |
|  | Marcatori | 5’ T. Henry 39’ (rig.) M. Ilaimaharitra |

| Arbitro: | Simon Bourdeaud'hui |

|               |           |             |
| D. Eckert 65’ | Marcatori | 85’ R. Květ |

| Arbitro: | Nathan Verboomen |

|                                   |           |                  |
| T. Henry 37’ (rig.) M. Fossey 54’ | Marcatori | 70’ T. Arokodare |

| Arbitro: | Bram Van Driessche |

|                                                |           |  |
| K. Rodríguez 23’ K. Rodríguez 61’ P. David 84’ | Marcatori |  |

| Liège 23 agosto 2025, ore 18:15 CEST 5ª giornata | Standard Liegi | – referto | Cercle Bruges | Stade Maurice Dufrasne |

| Leuven 30 agosto 2025, ore 20:45 CEST 6ª giornata | OH Lovanio | – referto | Standard Liegi | King Power at Den Dreef |

| Liège 12 settembre 2025, ore 20:45 CEST 7ª giornata | Standard Liegi | – referto | Malines | Stade Maurice Dufrasne |

| Westerlo 19 settembre 2025, ore --:-- CEST 8ª giornata | Westerlo | – referto | Standard Liegi | Het Kuipje |

| Liège 26 settembre 2025, ore --:-- CEST 9ª giornata | Standard Liegi | – referto | Club Bruges | Stade Maurice Dufrasne |

| Anderlecht 3 ottobre 2025, ore --:-- CEST 10ª giornata | Anderlecht | – referto | Standard Liegi | Lotto Park |

| Liège 17 ottobre 2025, ore --:-- CEST 11ª giornata | Standard Liegi | – referto | Anversa | Stade Maurice Dufrasne |

| Gent 24 ottobre 2025, ore --:-- CEST 12ª giornata | Gent | – referto | Standard Liegi | Planet Group Arena |

| Liège 1° novembre 2025, ore --:-- CET 13ª giornata | Standard Liegi | – referto | Charleroi | Stade Maurice Dufrasne |

| Sint-Truiden 8 novembre 2025, ore --:-- CET 14ª giornata | Sint-Truiden | – referto | Standard Liegi | Daio Wasabi Stayen Stadium |

| Liège 22 novembre 2025, ore --:-- CET 15ª giornata | Standard Liegi | – referto | Zulte Waregem | Stade Maurice Dufrasne |

| Mechelen 29 novembre 2025, ore --:-- CET 16ª giornata | Malines | – referto | Standard Liegi | AFAS Stadion |

| Brugge 6 dicembre 2025, ore --:-- CET 17ª giornata | Cercle Bruges | – referto | Standard Liegi | Jan Breydelstadion |

| Liège 13 dicembre 2025, ore --:-- CET 18ª giornata | Standard Liegi | – referto | OH Lovanio | Stade Maurice Dufrasne |

| Denderleeuw 20 dicembre 2025, ore --:-- CET 19ª giornata | Dender | – referto | Standard Liegi | Dender Football Complex |

| Liège 27 dicembre 2025, ore --:-- CET 20ª giornata | Standard Liegi | – referto | Sint-Truiden | Stade Maurice Dufrasne |

| Charleroi 17 gennaio 2026, ore --:-- CET 21ª giornata | Charleroi | – referto | Standard Liegi | Stade du Pays de Charleroi |

| Liège 24 gennaio 2026, ore --:-- CET 22ª giornata | Standard Liegi | – referto | Gent | Stade Maurice Dufrasne |

| Liège 31 gennaio 2026, ore --:-- CET 23ª giornata | Standard Liegi | – referto | Anderlecht | Stade Maurice Dufrasne |

| Brugge 7 febbraio 2026, ore --:-- CET 24ª giornata | Club Bruges | – referto | Standard Liegi | Jan Breydelstadion |

| Liège 14 febbraio 2026, ore --:-- CET 25ª giornata | Standard Liegi | – referto | Union Saint-Gilloise | Stade Maurice Dufrasne |

| Genk 21 febbraio 2026, ore --:-- CET 26ª giornata | Genk | – referto | Standard Liegi | Cegeka Arena |

| Liège 28 febbraio 2026, ore --:-- CET 27ª giornata | Standard Liegi | – referto | RAAL La Louvière | Stade Maurice Dufrasne |

| Waregem 7 marzo 2026, ore --:-- CET 28ª giornata | Zulte Waregem | – referto | Standard Liegi | Elindus Arena |

| Antwerpen 14 marzo 2026, ore --:-- CET 29ª giornata | Anversa | – referto | Standard Liegi | Bosuilstadion |

| Liège 21 marzo 2026, ore --:-- CET 30ª giornata | Standard Liegi | – referto | Westerlo | Stade Maurice Dufrasne |

### Croky Cup
Non essendo impegnato in alcuna competizione europea, lo Standard de Liège inizierà la sua partecipazione alla Croky Cup 2025-26 a partire dai trentaduesimi di finale.

## Statistiche
Dati aggiornati al 17 agosto 2025.

### Statistiche di squadra
| Competizione | Punti | In casa | In casa | In casa | In casa | In casa | In casa | In trasferta | In trasferta | In trasferta | In trasferta | In trasferta | In trasferta | Totale | Totale | Totale | Totale | Totale | Totale | DR |
| Competizione | Punti | G       | V       | N       | P       | Gf      | Gs      | G            | V            | N            | P            | Gf           | Gs           | G      | V      | N      | P      | Gf     | Gs     | DR |
| ------------ | ----- | ------- | ------- | ------- | ------- | ------- | ------- | ------------ | ------------ | ------------ | ------------ | ------------ | ------------ | ------ | ------ | ------ | ------ | ------ | ------ | -- |
| Pro League   | 7     | 2       | 1       | 1       | 0       | 3       | 2       | 2            | 1            | 0            | 1            | 2            | 3            | 4      | 2      | 1      | 1      | 5      | 5      | 0  |
| Croky Cup    | -     | 0       | 0       | 0       | 0       | 0       | 0       | 0            | 0            | 0            | 0            | 0            | 0            | 0      | 0      | 0      | 0      | 0      | 0      | 0  |
| Totale       | -     | 2       | 1       | 1       | 0       | 3       | 2       | 2            | 1            | 0            | 1            | 2            | 3            | 4      | 2      | 1      | 1      | 5      | 5      | 0  |

### Andamento in campionato

#### Phase classique
| Giornata  | 1 | 2 | 3 | 4 | 5 | 6 | 7 | 8 | 9 | 10 | 11 | 12 | 13 | 14 | 15 | 16 | 17 | 18 | 19 | 20 | 21 | 22 | 23 | 24 | 25 | 26 | 27 | 28 | 29 | 30 |
| --------- | - | - | - | - | - | - | - | - | - | -- | -- | -- | -- | -- | -- | -- | -- | -- | -- | -- | -- | -- | -- | -- | -- | -- | -- | -- | -- | -- |
| Luogo     | T | C | C | T |   |   |   |   |   |    |    |    |    |    |    |    |    |    |    |    |    |    |    |    |    |    |    |    |    |    |
| Risultato | V | N | V | P |   |   |   |   |   |    |    |    |    |    |    |    |    |    |    |    |    |    |    |    |    |    |    |    |    |    |
| Posizione | ? | ? | ? | ? |   |   |   |   |   |    |    |    |    |    |    |    |    |    |    |    |    |    |    |    |    |    |    |    |    |    |

Legenda:

Luogo: C = Casa; T = Trasferta. Risultato: V = Vittoria; N = Pareggio; P = Sconfitta.-->

### Statistiche individuali
| Giocatore        | Pro League | Pro League | Pro League  | Pro League | Croky Cup | Croky Cup | Croky Cup   | Croky Cup  | Totale   | Totale | Totale      | Totale     |
| Giocatore        | Presenze   | Reti       | Ammonizioni | Espulsioni | Presenze  | Reti      | Ammonizioni | Espulsioni | Presenze | Reti   | Ammonizioni | Espulsioni |
| ---------------- | ---------- | ---------- | ----------- | ---------- | --------- | --------- | ----------- | ---------- | -------- | ------ | ----------- | ---------- |
| A. Abid          | 1          | 0          | 0           | 0          | -         | -         | -           | -          | 1        | 0      | 0           | 0          |
| B. Bolingoli     | 1          | 0          | 0           | 0          | -         | -         | -           | -          | 1        | 0      | 0           | 0          |
| A. Calut         | 4          | 0          | 0           | 0          | -         | -         | -           | -          | 4        | 0      | 0           | 0          |
| D. Dierckx       | 4          | 0          | 1           | 0          | -         | -         | -           | -          | 4        | 0      | 1           | 0          |
| D. Eckert        | 3          | 1          | 0           | 0          | -         | -         | -           | -          | 3        | 1      | 0           | 0          |
| M. Epolo         | 4          | -5         | 0           | 0          | -         | -         | -           | -          | 4        | -5     | 0           | 0          |
| M. Fossey        | 4          | 1          | 1           | 0          | -         | -         | -           | -          | 4        | 1      | 1           | 0          |
| I. Hautekiet     | 2          | 0          | 0           | 0          | -         | -         | -           | -          | 2        | 0      | 0           | 0          |
| T. Henry         | 4          | 2          | 3           | 1          | -         | -         | -           | -          | 4        | 2      | 3           | 1          |
| J. Homawoo       | 4          | 0          | 0           | 0          | -         | -         | -           | -          | 4        | 0      | 0           | 0          |
| M. Ilaimaharitra | 4          | 1          | 2           | 0          | -         | -         | -           | -          | 4        | 1      | 2           | 0          |
| I. Karamoko      | 3          | 0          | 0           | 0          | -         | -         | -           | -          | 3        | 0      | 0           | 0          |
| L. Kuavita       | 2          | 0          | 0           | 0          | -         | -         | -           | -          | 2        | 0      | 0           | 0          |
| N. Mehssatou     | 4          | 0          | 0           | 0          | -         | -         | -           | -          | 4        | 0      | 0           | 0          |
| R. Mitongo       | 1          | 0          | 0           | 0          | -         | -         | -           | -          | 1        | 0      | 0           | 0          |
| T. Mohr          | 4          | 0          | 0           | 0          | -         | -         | -           | -          | 4        | 0      | 0           | 0          |
| C. Nielsen       | 2          | 0          | 0           | 0          | -         | -         | -           | -          | 2        | 0      | 0           | 0          |
| T. Nkada         | 2          | 0          | 0           | 0          | -         | -         | -           | -          | 2        | 0      | 0           | 0          |
| H. Sahabo        | 3          | 0          | 1           | 0          | -         | -         | -           | -          | 3        | 0      | 1           | 0          |
| R. Saïd          | 4          | 0          | 1           | 0          | -         | -         | -           | -          | 4        | 0      | 1           | 0          |